# The Minute Man (film 1922)
The Minute Man è un cortometraggio muto del 1922 scritto e diretto da Craig Hutchinson.

## Produzione
Il film fu prodotto dall'Universal Film Manufacturing Company.

## Distribuzione
Distribuito dall'Universal Film Manufacturing Company, il film - un cortometraggio in una bobina - uscì nelle sale cinematografiche USA il 3 aprile 1922.